# Гексабромоосмат(IV) калия
Гексабромоосмат(IV) калия — неорганическое соединение,
комплексный бромид калия и осмия с формулой K2OsBr6,
тёмно-коричневые кристаллы,
не растворяется в воде.

## Физические свойства
Гексабромоосмат(IV) калия образует тёмно-коричневые кристаллы
кубической сингонии,
пространственная группа F m3m,
параметры ячейки a = 1,032 нм, Z = 4.
Не растворяется в воде.